# Morte di Cleopatra (Rosso Fiorentino)
La Morte di Cleopatra è un dipinto a olio su tavola (94,7x73 cm) di Rosso Fiorentino, databile al 1525 circa e conservato nell'Herzog Anton Ulrich-Museum di Braunschweig.

## Storia e descrizione
L'opera è attribuita al soggiorno romano di Rosso Fiorentino, quando entrò in contatto con la statuaria antica. Giorgio Vasari, nella prefazione alle terza parte de Le vite de' più eccellenti pittori, scultori e architettori, riporta come proprio i modelli antichi offerti dalle sculture rinvenute in quegli anni (come il Gruppo del Laocoonte, l'Ercole Farnese e tutte le altre) avessero fornito lo spunto per il salto di qualità del Rinascimento nei primi decenni del Cinquecento, elencando tra l'altro anche la "Cleopatra", ovvero l'Arianna dormiente oggi ai Musei Vaticani, scambiata per la regina d'Egitto per via di un braccialetto a forma di serpenti, che si ritenevano la fatale aspide. Rosso is ispirò proprio a questa celebre statua, già nelle collezioni di Angelo Maffei e poi acquistata da Giulio II nel 1512 e posta nel cortile del Belvedere, per la sua Cleopatra, riprendendone la posa con la testa reclinata leggermente all'indietro e appoggiata al polso col gomito a compasso.
Tavola tra le più copiate del Rosso, nonché primo soggetto profano conosciuto nel suo catalogo prima di approdare a Fontainebleau, mostra alcune caratteristiche tipiche della sua pittura, come i panni cangianti, il languore, i tratti somatici "alla greca", come quelli della regina che appare strettamente imparentata con la Vergine nella Deposizione di Sansepolcro. Nonostante ciò la tavola ha subito un lungo processo attributivo, arrivando a ritenerla anche opera del Seicento, a causa del diffuso luminismo, magari dell'ambito del Cagnacci.
Singolare è la figura della fanciulla che accorre da sinistra con le mani unite e sollevate al collo, la quale ha il volto parzialmente in ombra. I toni delicatamente sfumati, soprattutto del voluttuoso corpo di Cleopatra, sono qua e là intervallati da notazioni secche, rapide, come i turgidi capezzoli o la maschera che si intravede nella penombra sotto i cuscini damascati a destra.

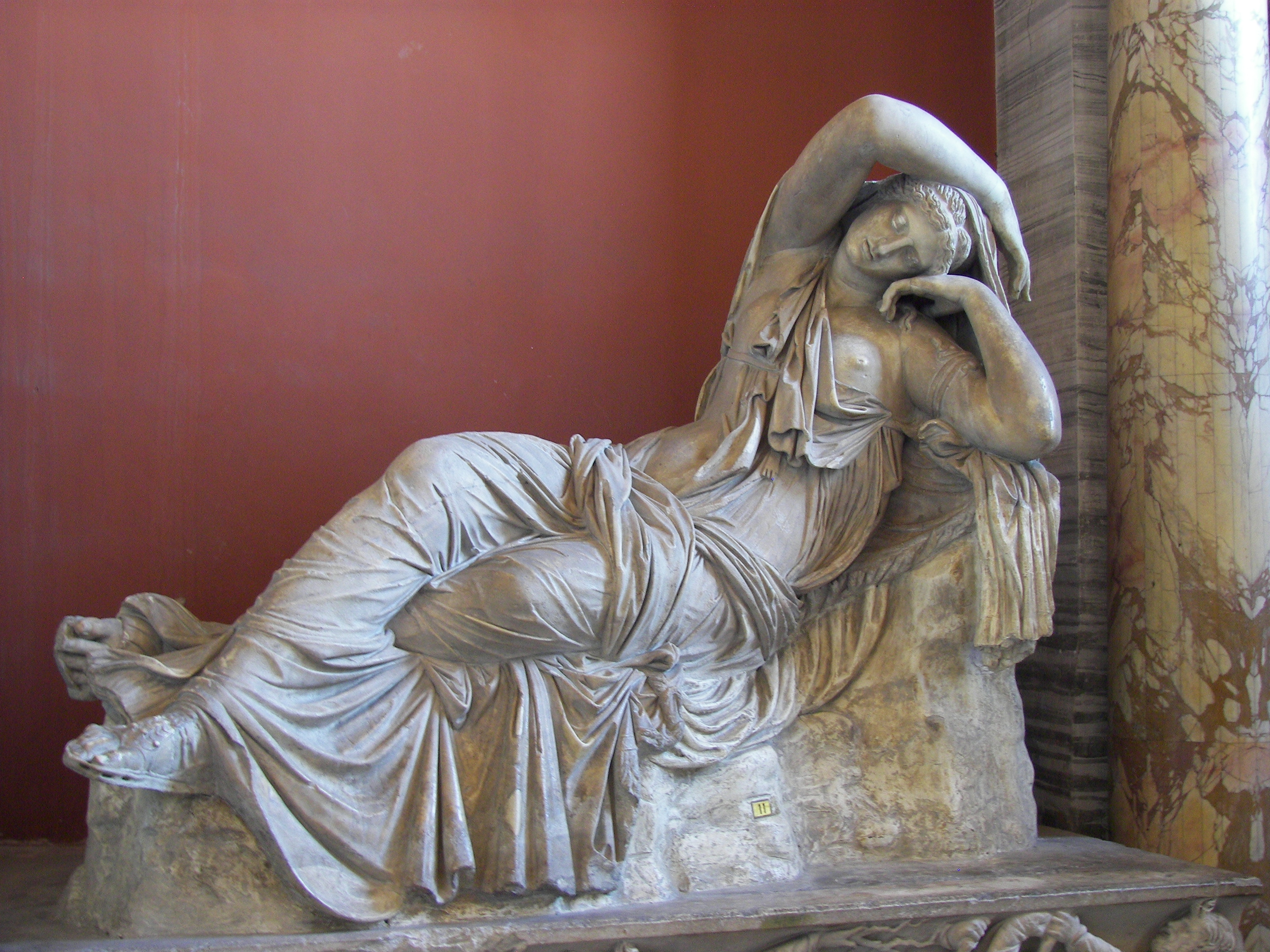
Arianna dormiente